# Gamlestadens fabriker

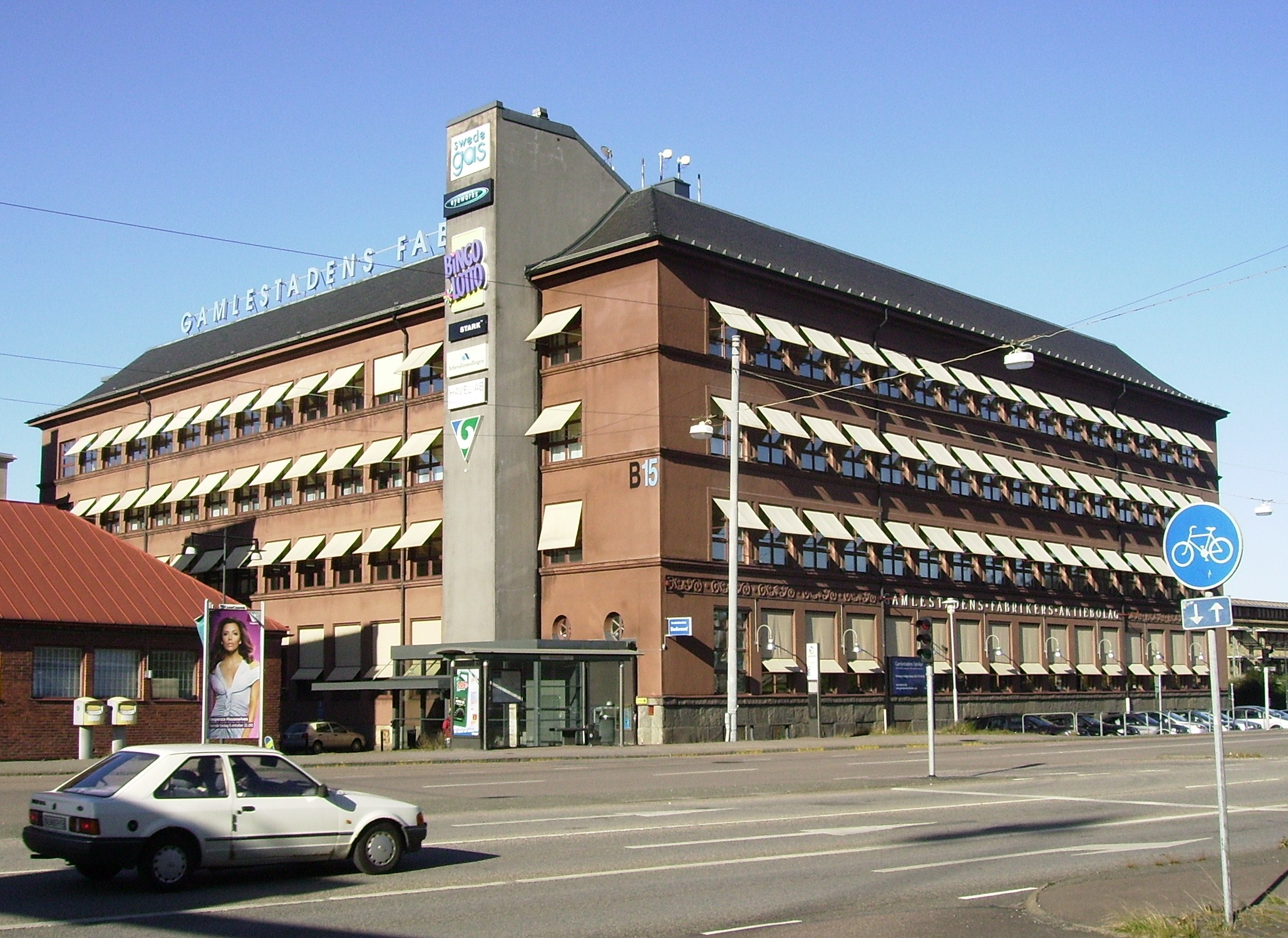
Gamlestadens Fabriker

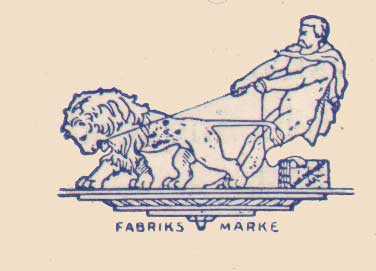
Gamlestadens fabriksmärke

Gamlestadens Fabrikers AB  var ett större textilföretag i Gamlestaden i Göteborg, vars tidigare fabriksområde behållit det ursprungliga namnet. Under åren 1962–1989 hette företaget Investment AB Asken,  och därefter fram till konkursen 1991 Finans AB Gamlestaden. Gamlestadens fabriker har en viktig plats i Sveriges industrihistoria, eftersom Svenska Kullagerfabriken, SKF (1907) och därmed indirekt Volvo (1926) har sitt ursprung därifrån.

## Historik
1854 övertog Rosenlunds spinneri det Sahlgrenska sockerbruket i Gamlestaden och gjorde om det till bomullsspinneri. Handelsfirman Johansson & Carlander, etablerad 1865 av Johannes Johansson och Christopher Carlander köpte Gamlestadens Spinnerier 1880, och 1891 ombildades handelsfirman till aktiebolag under namnet Gamlestadens Fabrikers AB. Namnet är taget av stadsdelen Gamlestaden. Tillverkning utgjordes vid denna tidpunkt bland annat av spinneriprodukter, bomullsvävnader och fisknät. De dåvarande huvudägarna släkterna Mark och Carlander bedrev också via Gamlestadens Fabriker en viss industrifinansiering. 
Sven Wingquist, driftsingenjör vid Gamlestadens Fabriker 1899–1907, utvecklade 1906–1907 det självreglerande kullagret. Med kapital från Gamlestadens Fabriker grundade Axel Carlander och Knut J:son Mark med flera, Svenska Kullagerfabriken (SKF) den 16 februari 1907 för att utveckla Sven Wingquists innovationer på kullagerområdet inom ett eget bolag. Gamlestadens Fabriker kom genom sitt delägarskap i SKF även att bidra till bildandet av SKF:s dotterbolag Volvo 1926.
Gamlestadens Fabrikers värdepappersportfölj kom under åren att växa, och när textilkrisen under 1960-talet medförde en omstrukturering av branschen ändrades bolagets namn 1962 till Investment AB Asken. En avveckling av textilrörelsen inleddes samtidigt, där de sista delarna avyttrades under 1980-talet. En betydande finansrörelse upparbetades dock. 1988 blev Asken dotterbolag till Nobel Industrier och bytte 1998 namn till Finans AB Gamlestaden, när det börsnoterades separat och blev ett bolag som bland annat finansierade fastighetspekulation. Aktiemajoriteten i Nobel Industrier och Finans AB Gamlestaden ägdes av Erik Pensers holdingbolag Yggdrasil. Aktierna i Nobel Industrier och Finans AB Gamlestaden övertogs vid finanskrisen 1990–1994 i Sverige av Nordbanken. Finans AB Gamlestaden kunde inte räddas utan gick i konkurs 1991.
Lokalerna i Gamlestaden ägs sedan 2015 av fastighetsbolaget Platzer Fastigheter. I lokalerna låg bland annat Bingolotto som sändes härifrån fram till hösten 2023.

## Styrelseordförande
- -1920 : Christopher Carlander
- 1921- : Knut J:son Mark

## Verkställande direktörer
- -1920 : Christopher Carlander
- 1921-34 : Knut J:son Mark
- 1935- : Hakon Leffler
- 1963- : Bengt Karlsson [5]